# Dmitrij Vladimirovič Venevitinov
(D. V. Venevitinov, A Rožalin, in Prime poesie, Mosca, 1829)
Dmitrij Vladimirovič Venevitinov, in russo Дми́трий Влади́мирович Веневи́тинов? (Mosca, 26 settembre 1805 – San Pietroburgo, 27 marzo 1827), è stato un poeta e scrittore russo.

## Biografia
Nato in un'agiata famiglia aristocratica, ricevette dalla madre, la principessa Anna Obolenskaja, un'istruzione classica, apprendendo il latino, il greco, il francese e il tedesco, e interessandosi alla filosofia tedesca contemporanea - in particolare a Schelling - e alla letteratura. Frequentò poi l'Università di Mosca, la «Società degli amici», circolo letterario fondato da Semën Raič, e nel 1823 fu tra i fondatori, con Vladimir Odoevskij, del circolo segreto dei Ljubomudrye. Nel 1825 Venevitinov s'impiegò al Ministero degli Affari esteri.
Nel novembre del 1826 Venevitinov si trasferì da Mosca a San Pietroburgo per prendere servizio nella locale sezione del Ministero degli Affari esteri. Sospettato di collusione con i decabristi, fu arrestato. Rilasciato dopo tre giorni, la tisi di cui soffriva da tempo si aggravò e il poeta morì il 27 marzo 1827. Ai suoi funerali partecipò anche Puškin, suo lontano cugino. Dal 1930 è sepolto nel cimitero di Novodevičij, a Mosca.
Partendo dalle posizioni del romanticismo, Venevitinov affermò in essi il postulato dell'arte come pensiero e come mezzo di conoscenza. Nella sua meditata opera lirica Venevitinov raggiunge un'alta perfezione formale, legandola alla concezione filosofica che egli venne elaborando nella Lettera alla contessa N. N., nel carteggio con gli amici e negli scritti critici.
La sua morte prematura gli ha probabilmente impedito di occupare un posto rilevante nella letteratura russa. Lo storico e critico letterario Mirskij afferma che «in questo iniziatore di una nuova cultura c'è una sana freddezza e una vastità di concezione che cercheremo invano nei suoi successori, gli idealisti degli anni Trenta. La sua poesia è quasi perfetta. Il suo stile s'ispira a Puškin e a Žukovskij, ma egli ha una personalissima maestria: la sua dizione è pura, i suoi ritmi limpidi e maestosi».